# 袁德旺
袁德旺（1947年—2024年7月8日），中国大陆导演，曾执导多届央视春晚。

## 生平
袁德旺早年在铁道兵文工团工作，1983年从部队转业后加入央视，在文艺部担任导演。他发掘了张明敏、赵本山等人，还曾力挺周杰伦登上春晚舞台。他还创办了《文化视点》和《朋友》栏目。2009年1月退休。
2024年7月8日凌晨，袁德旺因病在北京逝世，享年77岁。